# B'z (2007年のアルバム)
『B'z』（ビーズ）は日本の音楽ユニット、B'zが日本時間2007年4月3日に海外のiTunes Store限定で配信を開始したアルバム。なお、配信限定シングルとして『FRICTION』も同時に配信された。
2012年より、配信は停止されている。

## 内容
B'zの過去の楽曲から、数曲を再演奏、もしくはリミックスした楽曲を収録している。海外のiTunes Store限定で配信されたアルバムで、日本国内で配信はされなかった。
フォーマットは全曲AAC形式でビットレートは128kbps、後に256kbpsのDRMフリーでの配信に切り替えられた（『FRICTION』も同様）。
一時配信が停止されていた時期があったがしばらくして再開され、2012年4月4日『Into Free -Dangan-』の全世界配信に伴い、再度配信停止となっている。ジャケット画像は配信当初は『ultra soul』の裏ジャケット写真を使用しており、配信再開後は『さよなら傷だらけの日々よ』の頃の宣材写真が使われた。
ちなみに、正式販売以前、2005年の『B'z The Best "Pleasure II"』リリース時に、iTunes Music Store（現iTunes Store）において、一時ダウンロード可能な状態になっていた経緯がある（誤配信と推定されている）。

## 本作の公式での取り扱い
本作は、リリースにあたって日本国内に対しての情報公開やプロモーションは一切行われず、現在まで公式ホームページ及びファンクラブ会報のディスコグラフィーには一度も記載されていない。一方で、ビーイングの携帯サイト『BEING GIZA STUDIO』内の「B'z Discography」では、「シングル」「アルバム」とは別のカテゴリである「US iTunes」というジャンルで掲載されている。また、2008年に行われた『B'z The Best "ULTRA Treasure"』の収録曲を決めるためのファン投票では、本作の収録曲も投票可能となっていた。
しかし、2013年のオフィシャルサイトの更新に伴い、次作の配信アルバムである『B'z』や配信シングル『Into Free -Dangan-』はディスコグラフィに追加されたが、こちらは記載されておらず事実上存在が抹消されている。

## 収録曲
曲名の単語の一文字目だけ大文字となっているのは、iTunes Storeの英語での曲タイトルの表示形式に従ったためである。また、この表記方法により本作に収録された再録曲・リミックス曲と、その原曲とが区別されている。
1. Ai No Bakudan
  - 「愛のバクダン」のリミックスバージョン。日本未発表。若干ベースとドラムが強調されており、サビ直前のコーラスの音程も異なる。
2. Home
  - 「HOME」の再録バージョン。歌詞が英語になり、一部コーラスに日本語が使われている。歌詞の内容も原曲とは異なる。原曲の冒頭にあったサビが無く、ギターのイントロから始まる。また、原曲よりBPMがやや遅くなっている。
  - 『B'z The Best "ULTRA Treasure"』のファン投票で17位にランクインし、CD初収録となった[2]。
  - 2011年には、東日本大震災の支援を目的としたチャリティーコンピレーション・アルバム『ダウンロード・トゥ・ドネート:ツナミ・リリーフ』に収録された。
3. Dangan
  - 「さまよえる蒼い弾丸」の再録バージョン。日本未発表。打ち込みがシンプルになり、全体的にギター・ドラムの音が前面に押し出されヘビーになっている。また、ギターソロの後半が大きく異なり、アウトロもフェード・アウトではなくなっている。近年ライブで演奏されているアレンジに近い。
4. Ultra Soul
  - 「ultra soul」の再録バージョン。日本未発表。ドラムが打ち込みから生になっていたり、ベースソロが変わっている。
5. Brighter Day
  - タイトルに変更点はないが、「Brighter Day」のリミックスバージョン。日本未発表。コーラスが強調されており、アウトロのギターの音量も異なる。

## 参加ミュージシャン
- 松本孝弘：ギター・全曲作曲・編曲
- 稲葉浩志：ボーカル・全曲作詞・編曲
- シェーン・ガラース：ドラム・パーカッション
- 徳永暁人：ベース